# Puba
La massa puba o semplicemente puba (derivante dalla lingua tupi antica: "fermentata" o pub, "molle") è una massa estratta dalla manioca fermentata. È ampiamente utilizzata nella produzione di torte, biscotti e molte altre ricette tipiche del nord e nord-est del Brasile.

## Preparazione
Il processo per ottenere la puba consiste nell'immergere la manioca in un contenitore con acqua per sette giorni. Alla fine di questo periodo, la manioca si è ammorbidita. Quindi, si scola l'acqua e si sbuccia e si lava accuratamente la manioca, che poi viene grattugiata. Con la manioca grattugiata, il liquido deve essere drenato e separato completamente, la polpa si divide in porzioni, avvolte in fogli di PVC e refrigerate.
L'impasto si conserva una settimana in frigorifero o sei mesi in congelatore.
Un'altra ricetta per ottenere la puba consiste nel grattugiare la manioca il più finemente possibile, pressare il materiale in modo da eliminare il liquido (il cui residuo decantato è l'amido, chiamato polvilho) e ammonticchiarlo così da riempire completamente il contenitore, che deve essere chiuso e conservato per avviare la fermentazione. La puba sarà pronta per essere consumata quando il contenitore smetterà di trasudare.
In Amazonas, la manioca si ammorbidisce fino al punto di poter preparare l'impasto con le mani. Viene utilizzato principalmente nella produzione della cosiddetta farina d'acqua.